# オイ車
オイ車（オイしゃ）とは1941年（昭和16年）から大日本帝国陸軍が試作した多砲塔戦車である。大イ車（おおイしゃ）、ミト車（ミトしゃ）とも。「オイ車」は陸軍側の呼称、「ミト車」（「ミツビシ トクシュシャリョウ」の略）はメーカー側の呼称である。
従来資料では100 t、120 tの2種の車輌が個々に開発されたとする説があったが、試作を命じられた三菱重工業の当時の資料が発見されたことにより否定された。実際に試作されたのは予定重量150 tの車輌のみである。1943年（昭和18年）、兵装・砲塔を搭載しない車体が試走試験を行なったが、走行装置が大重量に耐えきれず破壊された。設計担当者によると1944年（昭和19年）暮に解体された。

## 戦術と運用
ノモンハン事件後の1939年（昭和14年度）後半、陸軍部内に置かれた大陸要塞研究委員会では対ソ戦における縦深陣地の突破を研究した。研究報告では突破に際し、縦深防御陣地に対して最前面に超重戦車、二列目に特殊車両、三列目に中戦車を配している。超重戦車にはソ連の構築した縦深陣地の、強固に防御された対戦車砲を破壊することが要求された。対戦車砲の破壊の後、特殊車両は対戦車壕・鉄条網などの障害を排除、啓開により中戦車が陣地内へ侵入する。ここで超重戦車には砲撃に耐える重装甲と対戦車砲を破壊する大口径砲が要求された。従来の多砲塔戦車は陣地攻撃に伴い、肉薄攻撃を防ぐため多砲塔形式を採用したが装甲は薄いものだった。また75mm、105mm級の野砲、軽榴弾砲では強固な野戦陣地内の対戦車砲の撃破は困難であり、口径150mm級の重榴弾砲が必要だった。超重戦車の役割は、対戦車障害と対戦車砲の発達によって日本軍中戦車の陣地突破が阻害されることへの補助に当たるものであり、任務としては限定的なものだった。
超重戦車の限定的な役割から以下の運用想定がなされた。この車輌は鉄道などによって分解輸送し、整備場で組立てた後、敵陣地に向かって短い距離を自走、戦闘を行なう。超重戦車は道路・橋梁などを含む長距離を自走せず、機械化部隊の機動戦などに投入されることはなかった。このためオイ車はボルトにより側面装甲を脱着できる。車体はトレーラーに乗せるか、履帯と転輪を外して牽引仕様とし、トウバーを付けて牽引車で移動した。装甲や機材はトラックに分載し輸送する。
戦局の推移に伴い、対ソ戦における陣地突破作戦の実施可能性は低下した。1943年（昭和18年）にはオイ車が試走を実施したものの走行には耐えなかった。この後の戦局の悪化に伴い、日本には超重戦車に傾注する資源と人員は残されていなかった。

## 製造
オイ車を製造するという立案計画には不明確な部分が多い。一説には岩畔豪雄大佐の私物命令だったとされる。彼は1939年（昭和14年）3月の時点で戦車研究委員会の構成員であり、また軍務局軍事課課長の地位にあって機密費を用いることのできる立場にあった。また戦車研究委員会の場でも、岩畔大佐は軽い戦車を多量に揃える当時の整備方針に疑問を抱いており、より強力で装甲の厚い戦車が必要とする意見を持っていた。開発責任の立場にあった技術本部の原乙未生大佐（当時）はこの戦車に関し、用兵家の要望であること、極秘扱いで運用上の検討や技術上の総意も無いものであることを述べ、技術開発側の意見から製造に至った物ではないことを表している。
オイ車は1941年（昭和16年）4月に製造が開始された。基礎設計は陸軍技術本部が実施、メーカーには三菱重工業東京機器製作所が選定され、全組み立ては相模造兵廠が行なう予定とされた。完成予定は1941年（昭和16年）7月である。しかし製造は遅延が繰り返された。
当初、製図作業が20名規模で行なわれていたものの、最終的に製図要員は2名に減員された。これは岩畔大佐の軍事課長からの離任、アメリカへの転勤となった時期に重なる。技術本部側の作業能力が低下したことでオイ車の設計は製図が間に合わず、三菱重工側は製造の遅延を余儀なくされた。技術本部側は減員によって三菱側から督促があってもなお根本的な対応は行なっていない。
メーカー側と、鋼材や兵装を用意する相模造兵廠との連絡も悪かった。技術本部の連絡により、相模造兵廠に履帯製作の手配が完了したはずが、造兵廠側では製作手配が済んでおらず翌月にも交渉が続いた。また砲塔の鋼材に関する督促に対し、制式戦車の生産分で手が回らず、オイ車に供給する鋼材はないとの回答を行なっている。技術本部はこの事態に対して調整の動きを見せなかった。総じて陸軍側にはオイ車を完成させる意思、意欲が欠如し、組織として統合された一計画という状態を見せていない。
このような状況下にありながら三菱重工業は製造を進め、1942年（昭和17年）2月9日には車体と車内各装置の取付が終了。走行装置と履帯も完成し組立てられ、兵器局長以下、陸軍関係者の視察を受けた。3月16日の視察ではメーカーと相模造兵廠、技術本部による懇談会が設けられた。原少将は設計・構造につき、戦闘室・機関室の連絡通路の不備、吸排気管と燃料タンクの位置不良、ギアレシオが高く操向連動機の回転が高すぎる点を批判したが、これらは三菱側の関与できる内容ではなかった。3月26日には砲塔の製造が決定された。ただし砲塔の製造は相模造兵廠側の鋼材の不足を理由に遅延した。
4月13日には艤装工場前で最初の夜間運転を行ない成功した。この時には1速、2速で移動し異常は無かった。第2速への歯車の入り方がやや不良であること、夜間狭い場所での運転であるため試験としては不十分な物だった。6月24日には木製砲塔が視察されている。7月15日、供覧運転が実施され、原少将はオイ車の油圧操縦が機能良好なことに満足している。
この後、オイ車は三菱重工業の工場から相模造兵廠へと分解輸送された。分解輸送作業は1943年（昭和18年）5月26日から6月9日までかかり、さらに組立てに7月1日から20日までかかっている。1943年（昭和18年）8月1日、走行試験が行なわれた。廠内の舗装道路は幅が狭く、96tのオイ車が道路の中心を外れると仕上げがなされていない端部が割れて沈下した。道路の被害が大きいため、オイ車は予定のコースを変更して引き返し、柔軟な黒土の路外コースを走行した。広いものの材料置き場であるため直線距離が短く、変速が難しいことからエンジンが充分に力を発揮する機会は無かった。地盤がゆるく速度がつかないことから方向転換は容易ではなかった。しかし1速、2速、さらに3速でも発進は可能だった。試験終了時、車庫入れに際して車体右側のNo.7下部転輪の軸受が破損、転輪が外れて起動輪と外板との間に挟まった。外板が突き破られ、起動輪の歯車が2枚折れた。このため8月3日から8日まで下部転輪の分解作業が実施された。スターター焼き付きのほか、軸受け総数64個のうち32個が破損していた。原因は設計段階で軸受け容量が不足し過負荷に耐えきれないこと、ベアリングに用いたテーパーコロの角度不良、焼き入れ不良、その他が考えられた。この時点で呉では車体に装着する防弾鋼板がほぼ完成していた。
破損の後、オイ車は修理見積もりと改良が検討されたがその後の製造状況は定かでは無い。設計担当の大高繁雄技師の回想では1944年（昭和19年）の暮に相模造兵廠でオイ車を見学、この1週間後にオイ車は解体される予定であったとしている。

## 分解と運搬
三菱重工業から相模造兵廠までオイ車は輸送された。これは砲塔・兵装を除く自重約100tの超重車輌を輸送するという困難な作業だった。作業では以下のような部分が着脱されている。　
- 上甲板、床板、運転室上甲板、砲塔室前面板、砲塔室上甲板、車体後面板、車体側板、機関室上甲板、機関室上部後面板、ほか
- 上部転輪、下部転輪、曳臂、揺臂、懸架バネ、バネ覆い、揺臂覆い、発動機、スターター、空気清浄機、冷却器、オイルクーラー、滑油タンク、燃料タンク、排気管、消音器、蓄電池、工具類一式、ほか多数

これらを送り出した後、車箱が運ばれた。運搬にあたり車箱は木枠で囲い、内容のわからない四角のブロック状とされた。これを30トントレーラーに載せ、13トン牽引車で輸送した。また牽引補助として九五式軽戦車と砲塔のない九七式中戦車が使われた。行程は、工場から約10時間かけて新宿新町付近に到達。翌日10時間半かけて新宿から八王子に到着。翌日八王子から相模造兵廠へ4時間かかっている。

## 構造
オイ車は車体前部に副砲塔2基を並列、その後方の一段高い車体中央部に主砲塔1基、その後方の一段低い車体後部に銃塔1基を配した多砲塔戦車である。試走段階でのオイ車の車重は96t。砲塔、装甲、兵装を全備した状態での車重は150tとされる。砲塔、兵装は搭載されたか定かでは無い。設計図では主砲塔に九六式十五糎榴弾砲とおぼしい主砲が描かれている。副砲塔には砲、最後部の銃塔には機銃が連装とされた。砲塔は重く、手動旋回は不能であり、動力化が考慮された。砲塔材料の製造、組立ては大きく遅延し、この件に関して相模造兵廠ではオイ車に回す材料がないと回答している。砲塔の木製模型が製作された。これは1942年（昭和17年）6月4日、本部長の視察の際に砲塔の模型を搭載状態にしておきたいという要望のためだった。7月10日、艤装が完了し15日には視察が行なわれている。
車体最前部は被弾経始の良好な傾斜角が与えられている。一段高められた車体中央部、車体側面、また車体最後部の各装甲板はほぼ垂直もしくは傾斜角は小さい。特徴としては分解輸送が考慮され、前面、側面装甲をボルトによって着脱可能だった。試作車輌に用いられた装甲材質は改造を考慮して軟鋼板が使われている。装甲厚は、大高繁雄技師の説明によれば前面75mm、さらにボルト数十本により75mmの追加装甲を装着した。側面は35mmの上にさらに35mmを重ね、実質70mm厚をねらった。車体袖部には燃料タンクが置かれた。これは原乙未生少将の指摘により砲塔内部へ移設されることが検討された。車体底版は小さな鋼板を継ぎ足し、溶接して大きな板としている。
操縦室は車体最前部中央、副砲塔に挟まれて配置された。操縦手は幅178mmのペリスコープ3基を用いて外部を視察した。操縦系統は長く、最前方の操縦席から
最後部の操向変速機のクラッチやブレーキを操作するには支障があった。そこで中央部に圧油筒が設けられ、油圧補助により操向操作を行なった。前進4段後進1段の変速操作は人力である。レバーが運転手の前中央にあり、両手で操作した。旋回は信地旋回である。
車内は高く、立って歩くことができ、運転室、中央戦闘室、後部エンジン室の三箇所がそれぞれ16mmの鋼板隔壁で仕切られた。車体の構造強度はフレームによって維持するのが通常であったが、オイ車にフレームは採用されず、装甲板のみで車体を構成した。この軟鋼板で箱組みしただけの構造は強度が不足しており、1942年（昭和17年）2月28日の機関室の工作では全部品の取付後に両側板が歪んで約10mm内側へと倒れていた。こうした歪みに対して補強が行なわれた形跡はなく、車体が歪んだために軸受けや転輪にも想定外の方向から力が加わったのではないかと推測されている。

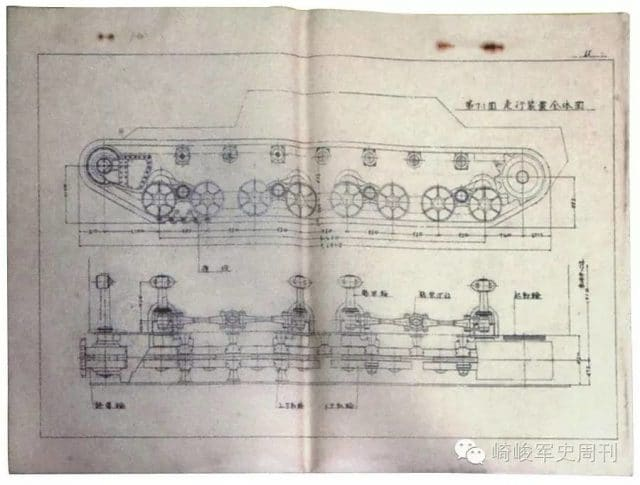
走行・懸架装置。

機関室は車体内部の後半分を占めている。オイ車は八九式中戦車に似た機関搭載レイアウトを持つ。エンジンには水冷式12気筒60度V型ガソリン機関が選ばれ、これを中央部に2機並列搭載した。出力はまずエンジンから前方へ出て冷却ファンを回したのち伝動機へ伝えられる。その後、伝動機はエンジンに挟まれた配置の車体中央部のクラッチ（主連動機。一般的な機械式多板クラッチ）と変速機（高低速付き五段変速機、ギア選択摺動式）に動力を伝え、後方へ行くにつれて徐々に変速される。変速された動力は、最後部の左右に伸びる操向連動器を介して終減速装置に伝えられ、車体後端の起動輪を動かす。エンジンから車両に不必要な過給器類を外したところ、1,800回転時に出力700馬力を発揮したが、冷却ファンに100馬力を吸収されたため、実際に使用可能な出力は各600馬力だった。15馬力の電動スターター2基が搭載された。燃料は400リットルを搭載する。
片側の走行装置は直径700mmの転輪8個、前方に誘導輪、後方に起動輪を備えた。転輪はプレス製造ではなく鋳造のため重量がかさみ、またゴム等による緩衝機構がなかった。転輪は2枚を用いて1個とし、スイングアーム（揺臂）を介して転輪2個ずつをユニット化、これを車体内部底面に固定された懸架軸と接続する。車体内部の揺臂の一部は、同じく車体内部に収容された緩衝装置とつながる。緩衝装置は、縦置きスプリングの上下を、前方・後方の2つの揺臂から伸びる2本のロッドで接続するものだった。1つの緩衝装置は4個の転輪の重量を支えた。履板は全幅760mm、全重61.3kgのものが若獅子神社に保管されている。オイ車はこれを片側90枚連結して履帯とした。接地圧は軟地で1.5kg/平方cmとされた。

## 現存する大型履帯と資料
現在、静岡県富士宮市にある若獅子神社にオイ車の大型履板が保管される。一時期、この大型覆帯は陸上自衛隊富士学校機甲科部の施設にて展示されていた。実測値は最大幅760mm、重量61.3kg。またファインモールド社がオイ車の図面など資料を古書市場で入手し、復元模型を製造販売した。

## 登場作品
『R.U.S.E.』
日本の超重戦車として登場。
『二十面相の娘』（漫画）小原愼司
オイ車らしき兵器が作中に登場する。
『ワールドアドバンスド大戦略 〜鋼鉄の戦風〜』（シミュレーションゲーム）
大日本帝国軍を選択しキャンペーンモードを有利に勝ち進めると架空戦ルートにて「試製超重戦車オイ」として登場する。
『World of Tanks』（オンラインゲーム）
100トンの走行試験車をモチーフにしたO-I Experimental、150トンのオイ車の完成図を再現したO-I、従来説の100トン戦車をベースにしたO-Ni、従来説の120トン戦車をベースにしたO-Ho、オイ車の派生型とされる架空戦車Type 4 HeavyとType 5 Heavyが実装されている。